# Tursunoy Oxunova

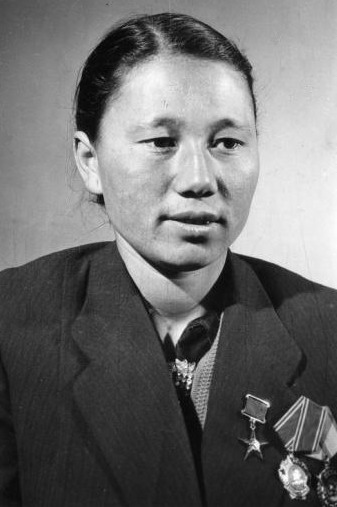
Tursunoy Maxmudovna Oxunova (1962)

Tursunoy Maxmudovna Oxunova (* 20. Mai 1937 in Provinz Taschkent; † 21. September 1983 ebenda) war eine Brigadeleiterin einer mechanisierten Baumwollpflückbrigade des S. M. Kirov-Kolchosen (Gebiet Taschkent, Usbekische SSR). Sie wurde zweimal als Heldin der sozialistischen Arbeit ausgezeichnet und erhielt den Leninpreis.

## Leben
Sie wurde am 20. Mai 1937 in dem Dorf Eski Toshkent (heute Pakhta Bezirks Chinoz in Provinz Taschkent) geboren. Sie arbeitete als Baumwollpflückerin im Kolchos. Sie schloss die 8. Klasse der Schule ab und absolvierte 1954 die Karasui-Schule für Mechanisierung der Landwirtschaft (Provinz Osh, Kirgisistan). Sie war die erste usbekische Frau, die den Beruf des Mechanikers und Fahrers einer Baumwollpflückmaschine erlernte.
Ab 1954 arbeitete sie als Mechanikerin und Fahrerin einer Baumwollpflückmaschine im S. M. Kirov-Kolchos (Bezirk Chinoz, Provinz Taschkent). In der Saison 1955 sammelte sie nur 20 Tonnen Baumwolle (während die Gesamtproduktion pro Maschine in der Pachtinskaya Maschinen-Traktoren-Station zu dieser Zeit 30 Tonnen betrug). Sie strebte hartnäckig danach, ihre Fähigkeiten zu verbessern, und erreichte eine Sammelquote von 90 Tonnen Rohbaumwolle. In der Saison 1959 sammelte sie auf ihrer Baumwollpflückmaschine 210 Tonnen Rohbaumwolle. Am 14. Dezember 1959 wurde sie mit dem Leninorden ausgezeichnet, aber am 25. Dezember 1959 wurde diese Auszeichnung widerrufen und ihr der Titel Heldin der sozialistischen Arbeit verliehen. Ab Januar 1960 war sie die Leiterin einer mechanisierten Baumwollpflückbrigade des S. M. Kirov-Kolchosen (Bezirk Chinoz, Provinz Taschkent). Sie initiierte die Mechanisierung aller Prozesse beim Anbau von Baumwolle.
Sie war seit 1962 Mitglied der Kommunistischen Partei der Sowjetunion. Sie war Abgeordnete des Obersten Sowjets der UdSSR in den 6.–8. Amtszeiten (1962–1974) und war Mitglied des Präsidiums des Obersten Sowjets der Sowjetunion.
Sie starb am 21. September 1983 und wurde auf dem Chigatay-Friedhof in Taschkent beerdigt.

## Ehrungen
- Leninpreis (1967)
- Leninorden (1959, 1975, 1978)
- Held der sozialistischen Arbeit (1959, 1978)
- Orden des Roten Banners der Arbeit (1957)